# مطار جيجل - فرحات عباس
مطار جيجل - فرحات عباس هو مطار جزائري يقع على بعد 14 كم شرق مدينة جيجل في مدينة الطاهير,يخدم جيجل في الجزائر.
- IATA رمز الاتحاد الدولي للنقل الجوي هو : GJL
- OACI رمز منظمة الطيران المدني الدولي هو : DAAV)

## العرض والتاريخ

### الوصف
مطار جيجل هو مطار مدني دولي يخدم مدينة جيجل ومنطقتها (ولاية جيجل).
تسير شؤون المطار من قبل مؤسسة تسيير مصالح مطارات الجزائر في قسنطينة. (Constantine EGSA) 

### التاريخ
تم بناء المطار - في نسخته الأولية - في عام 1956 من قبل السرية الثانية من كتيبة المهندسين الجوي 45 التابعة للجيش الفرنسي. ترتكز ارضية المدرج على قاعدة رملية في جزئها الشمالي ،ذات سمك يترواح من 60 إلى 80 سم ، لاستخدامها كحاجز أمام الفيضانات من الوادي الذي يحد المدرج. واشتمل المطار أيضا على موقف يتسع لعدد قليل من الطائرات.
تم تسمية المطار فرحات عباس تكريما وتخليدا لروح المجاهد فرحات عباس.
بدأت أولى الرحلات الجوية الوطنية في عام 2006 ، ليصبح المطار مطارًا دوليًا سنة 2010.

## البنية التحتية ذات الصلة

### المدرج
المطار به مدرج إسفلتي خرساني بطول 2400 م.

### محطة المسافرين
بدأ تشييد المحطة الجديدة لمطار جيجل في نهاية عام 2007 وتم تكليفها بالخدمة في عام 2013.
تبلغ مساحة المحطة 5300 متر مربع مما يسمح بسعة معالجة تتجاوز 400000 مسافر في السنة ، ويمكن للمحطة التعامل مع العديد من الرحلات الجوية في وقت واحد واستقبال تدفق أكبر من المسافرين.

### الوصول
يتوفر المطار على خدمات النقل البري كخطوط النقل بالحافلات وسيارات الأجرة.

## شركات الطيران
| شركات الطيران           | الوجهات |
| ----------------------- | ------- |
| الخطوط الجوية الجزائرية | الجزائر |

## إحصائيات
إحصائيات عدد المسافرين:
| سنة  | 2016  | 2015  | 2014  | 2013  | 2012  | 2011  | 2010  | 2009  | 2008  | 2007  | 2006  |
| ---- | ----- | ----- | ----- | ----- | ----- | ----- | ----- | ----- | ----- | ----- | ----- |
| وطني | 75109 | 52762 | 22051 | 40878 | 47077 | 39093 | 35143 | 28062 | 25561 | 23920 | 24561 |
| دولي | 2616  | 9517  | 1769  | 1226  | 4931  | 4480  | 3969  | 277   | 33    | 18    | 0     |